# یاسمین گرابوفسکی
یاسمین گرابوفسکی (آلمانی: Jasmin Grabowski؛ زادهٔ ۷ نوامبر ۱۹۹۱) جودوکار اهل آلمان است.